# 緒川村
緒川村（おがわむら）は、茨城県那珂郡に置かれていた村である。

## 地理
- 山：高石山、三王山、高館山、小舟富士
- 河川：緒川、小瀬沢川、小舟川、大沢川

### 隣接していた自治体
- 茨城県
  - 東茨城郡御前山村
  - 那珂郡山方町
  - 那珂郡美和村
  - 那珂郡大宮町
- 栃木県
  - 芳賀郡茂木町
  - 那須郡烏山町

## 歴史

### 沿革
- 1956年（昭和31年）9月29日 - 小瀬村と八里村が合併し、緒川村が発足。
- 1970年（昭和45年）4月1日 - 国道293号が制定。
- 2004年（平成16年）10月16日 - 那珂郡山方町、美和村、東茨城郡御前山村とともに那珂郡大宮町（即日改称・市制、常陸大宮市）へ編入合併され廃止[1]。

### 行政区域変遷
- 変遷の年表

| 緒川村村域の変遷（年表） | 緒川村村域の変遷（年表） | 緒川村村域の変遷（年表） |
| 年                       | 月日                     | 旧緒川村村域に関連する行政区域変遷 |
| ------------------------ | ------------------------ | --- |
| 1889年（明治22年）       | 4月1日                   | 町村制施行に伴い、以下の村がそれぞれ発足。 - 小瀬村 ← 上小瀬村・下小瀬村・小玉村・那賀村・国長村 - 八里村 ← 小舟村・小瀬沢村・大岩村・油河内村・松之草村・吉丸村・入本郷村・千田村 |
| 1956年（昭和31年）       | 9月29日                  | 小瀬村と八里村が合併し緒川村が発足。 |
| 2004年（平成16年）       | 10月16日                 | 緒方町は山方町・美和村・御前山村とともに大宮町に編入され、消滅。 - 即日、大宮町は改称・市制施行し常陸大宮市になる。                                                                |

- 変遷表

| 緒川村村域の変遷表 | 緒川村村域の変遷表 | 緒川村村域の変遷表 | 緒川村村域の変遷表  | 緒川村村域の変遷表     | 緒川村村域の変遷表            | 緒川村村域の変遷表 |
| 1868年 以前        | 1868年 以前        | 明治22年 4月1日    | 明治22年 - 昭和19年 | 昭和20年 - 昭和64年    | 平成元年 - 現在               | 現在               |
| ------------------ | ------------------ | ------------------ | ------------------- | ---------------------- | ----------------------------- | ------------------ |
|                    | 上小瀬村           | 小瀬村             | 小瀬村              | 昭和31年9月29日 緒川村 | 平成16年10月16日 大宮町に編入 | 常陸大宮市         |
|                    | 下小瀬村           | 小瀬村             | 小瀬村              | 昭和31年9月29日 緒川村 | 平成16年10月16日 大宮町に編入 | 常陸大宮市         |
|                    | 小玉村             | 小瀬村             | 小瀬村              | 昭和31年9月29日 緒川村 | 平成16年10月16日 大宮町に編入 | 常陸大宮市         |
|                    | 那賀村             | 小瀬村             | 小瀬村              | 昭和31年9月29日 緒川村 | 平成16年10月16日 大宮町に編入 | 常陸大宮市         |
|                    | 国長村             | 小瀬村             | 小瀬村              | 昭和31年9月29日 緒川村 | 平成16年10月16日 大宮町に編入 | 常陸大宮市         |
|                    | 小舟村             | 八里村             | 八里村              | 昭和31年9月29日 緒川村 | 平成16年10月16日 大宮町に編入 | 常陸大宮市         |
|                    | 小瀬沢村           | 八里村             | 八里村              | 昭和31年9月29日 緒川村 | 平成16年10月16日 大宮町に編入 | 常陸大宮市         |
|                    | 大岩村             | 八里村             | 八里村              | 昭和31年9月29日 緒川村 | 平成16年10月16日 大宮町に編入 | 常陸大宮市         |
|                    | 油河内村           | 八里村             | 八里村              | 昭和31年9月29日 緒川村 | 平成16年10月16日 大宮町に編入 | 常陸大宮市         |
|                    | 松之草村           | 八里村             | 八里村              | 昭和31年9月29日 緒川村 | 平成16年10月16日 大宮町に編入 | 常陸大宮市         |
|                    | 吉丸村             | 八里村             | 八里村              | 昭和31年9月29日 緒川村 | 平成16年10月16日 大宮町に編入 | 常陸大宮市         |
|                    | 入本郷村           | 八里村             | 八里村              | 昭和31年9月29日 緒川村 | 平成16年10月16日 大宮町に編入 | 常陸大宮市         |
|                    | 千田村             | 八里村             | 八里村              | 昭和31年9月29日 緒川村 | 平成16年10月16日 大宮町に編入 | 常陸大宮市         |

## 地域

### 教育
- 高等学校
  - 茨城県立小瀬高等学校
- 中学校
  - 緒川村立緒川中学校(現・常陸大宮市立明峰中学校)
- 小学校
  - 緒川村立小瀬小学校
  - 緒川村立八里小学校
- 幼稚園
  - 緒川村立おがわ幼稚園

## 交通

### 道路
- 一般国道
  - 国道293号
- 主要地方道
  - 茨城県道12号烏山御前山線
  - 茨城県道39号笠間緒川線
- 一般県道
  - 茨城県道163号下檜沢上小瀬線
  - 茨城県道164号長倉小舟線
  - 茨城県道287号山内上小瀬線

## 名所・旧跡
- 百観音
- やすらぎの里公園
- 松之草村小八兵衛とその妻の墓